# Уголовно-процессуальный кодекс Российской Федерации
Уголо́вно-процессуа́льный ко́декс Росси́йской Федера́ции (УПК РФ) — это кодифицированный нормативно-правовой акт, являющийся основным источником уголовно-процессуального права, устанавливающий и регулирующий основные общественные отношения в области уголовного судопроизводства на территории Российской Федерации.

## Основные сведения
Действующий Уголовно-процессуальный кодекс принят Государственной Думой 22 ноября 2001 года и одобрен Советом Федерации 5 декабря 2001 года, вступил в силу 1 июля 2002 года.

## Структура кодекса
Уголовно-процессуальный кодекс Российской Федерации представляет собой кодифицированный нормативный акт, состоящий из шести частей:
- Общие положения
- Досудебное производство
- Судебное производство
- Особый порядок уголовного судопроизводства
- Международное сотрудничество в сфере уголовного судопроизводства
- Электронные документы и бланки процессуальных документов

Шесть частей Кодекса делятся на 19 разделов, 62 главы (включая главы 32.1, 40.1, 45.1, 47.1, 48.1 и утратившие силу гл. 43, 44, 45, 48, 57) и в общей сложности 552 статьи.